# Colonia de Guadalupe, Michoacán de Ocampo
Colonia de Guadalupe är en ort i Mexiko.   Den ligger i kommunen Indaparapeo och delstaten Michoacán de Ocampo, i den södra delen av landet, 190 km väster om huvudstaden Mexico City. Colonia de Guadalupe ligger 1 846 meter över havet och antalet invånare är 1 153.
Terrängen runt Colonia de Guadalupe är kuperad åt sydost, men åt nordväst är den platt. Runt Colonia de Guadalupe är det ganska tätbefolkat, med 56 invånare per kvadratkilometer. Närmaste större samhälle är Indaparapeo, 5,8 km väster om Colonia de Guadalupe. I omgivningarna runt Colonia de Guadalupe växer huvudsakligen savannskog.